# Fels-Quotient
Der Fels-Quotient (kurz FQ) ist ein Körperproportionsmaß der Frau, welches in der Medizin und hier insbesondere in der plastischen Chirurgie zur Anwendung kam. Er wurde 1995 von C. Fels eingeführt, konnte sich aber wegen mangelhafter Objektivität und fehlender Beachtung konstitutioneller Faktoren nicht durchsetzen.

## Bestimmung
Der Brustumfang in Zentimetern und der gesamte prozentuale Körperfettanteil dienen als Berechnungsgrundlage für den FQ, wobei der Brustumfang als Umfang des Oberkörpers inkl. Brüste auf Höhe der Mamillen definiert ist.
Zur Bestimmung des prozentualen Körperfettanteils wurde früher hauptsächlich die Dicke des Unterhautfettgewebes (gemessen mit einer speziellen Zange) an verschiedenen Körperregionen (Arm, Bauch, Oberschenkel) genutzt. Inzwischen steht mit der elektrischen Impedanzmessung des Körpers eine genauere Messmethode zur Verfügung. Durch standardisierte Bedingungen (Tageszeit der Messung, definierte Temperatur, Nahrung, Flüssigkeitszufuhr) liefert die Impedanzmessung Werte, die eine deutlich höhere Reliabilität aufweisen als die Zangenmessung.
Der Quotient aus Brustumfang in Zentimeter und Körperfettanteil in Prozent unterliegt einer Normalverteilung. Das Idealmaß ist als z-Wert angegeben und ist zu 1 gesetzt:
- z > 1 = großer Brustumfang und relativ kleiner Körperfettanteil
- z < 1 = kleiner Brustumfang und relativ großer Körperfettanteil

## Anwendung
Früher wurde der FQ in der plastischen Chirurgie bzw. in der „ästhetischen Chirurgie“ eingesetzt, um die Indikation für eine Brustvergrößerung oder -verkleinerung zu begründen. Wegen mangelhafter Objektivität und fehlender Beachtung konstitutioneller Faktoren hat sich der FQ nicht durchsetzen können und wird auch nur vereinzelt in der Literatur erwähnt.